# سيفتيزول
سيفتيزول (Ceftezole) أو (ceftezol) صيغته الكيميائية (6R,7R)-8-oxo-7[2-(1H-tetrazol-1-yl)acetamido]-3-[(1,3,4-thiadiazol-2-ylthio)methyl]-5-thia-1-azabicyclo[4.2.0]oct-2-ene-carboxylic acid. سيفتيزول مضاد حيوي، من مركبات السيفالوسبورين من المضادات الحيوية الجديدة الت تشبه السيفازولين،

## الاستخدام الطبي
وجد أن السيفتيزول مضاد حيوي من المضادات الحيوية واسعة الطيف، وهو نشط في المختبر ضد العديد من أنواع البكتيريا إيجابية الجرام وسالبة الجرام عدا الزائفة الزنجارية، السراتية الذابلة والمتقلبة الاعتيادية.
كان المستوى الأولي للسيفتيزول في الكبد والرئتين أيضا أعلى قليلا من تلك الأدوية الأخرى عند إعطائه في العضل. أما مستويات السيفتيزول في الأنسجة أقل نوعا ما من تلك التي للسيفازولين في الأرانب بعد الحقن الوريدي. بلغ السيفتيزول أقصى مستوى أعلى في الخلايا الليمفاوية للفئران عند الحقن في العضل أكثر من المضادات الحيوية الأخرى التي تم اختبارها.>